# プラシュスキー・クリサジーク
プラシュスキー・クリサジーク（チェコ語: Pražský Krysařík, チェコ語発音: [praʃskiː krɪsar̝iːk]）は、チェコ原産の愛玩犬種である。名前はチェコ語で「プラハのネズミ捕り」と言う意味である。
ボヘミア原産の、ネズミの駆除をする使役犬「ラトラー」（プラーガー・ラトラー）を祖先とする。ポーランド王ボレスワフ2世 (1058–1081) がボヘミア王国から送られたらしい2頭を所持していたという記録が最古とされる。その後も王侯貴族の飼い犬として愛され、ボヘミア王国から隣国の王族への贈り物として使われた。1620年の白山の戦いの敗戦の後、庶民にも飼われるようになった。
共和制移行後、絶滅寸前となり、小さすぎるとしてドッグショーへの参加資格も剥奪された。しかし、1920年代よりの断続的な復活計画により、1980年代にプラハで犬種が確立された。チェコ独自の愛玩犬らしい愛玩犬を目指して作られている。新しい犬種で2000年代初頭にはほとんどプラハでのみ飼われていたが、次第に人気が出ており、ヨーロッパのドッグショーにも出展されている。
現在はチェコ共和国、スロバキア共和国、日本など数少ない国で飼育されている。日本には1998年に輸入が始まり、犬種クラブがチェコのクラブ（チェコ語: Klub přátel psů pražských krysaříků）の規定に従って繁殖犬検査、血統書取得補助、血統書管理等を行っている。

## 特徴
ミニチュア・ピンシャーとトイ・マンチェスター・テリアの交雑種のような外見をしている。チワワとほぼ同じかそれより小さい超小型犬で、世界一小さい犬種とされ、体高20～23cm、体重2.6kgを理想とする。
四肢は長くて細く、筋肉があり、柔軟な体である。骨が細いため骨折しやすい。尖ったこうもり耳で、尾は中ぐらいの長さだが断尾するのが普通である。目は大きく瞳の色は黒。毛色は主にブラック・アンド・タンだが、ブラウン・アンド・タンもある。タンは淡いイエローやマール、レッド。被毛が短く、スムースヘアーが多いが、近年はロングヘアーも認められている。
気質は飼い主家族には従順で友好的だが、プライドが高い。活発で走り回ったり運動する事が好きである。